# Raw Air 2023
Raw Air 2023 – szósta edycja turnieju Raw Air, która odbyła się w dniach 10–19 marca 2023 na skoczniach w Norwegii w ramach Pucharu Świata w skokach narciarskich. Tytułu bronił Stefan Kraft.
Do klasyfikacji generalnej turnieju były zaliczane wyniki wszystkich serii konkursów indywidualnych i prologów (serii kwalifikacyjnych do zawodów indywidualnych). Łącznie zaplanowano 6 prologów oraz 6 konkursów indywidualnych – impreza składała się łącznie z 18 serii. Zasady przeprowadzania konkursów w ramach Raw Air były takie same, jak podczas innych zawodów Pucharu Świata.
W czerwcu 2022 roku z uwagi na problemy techniczne (opóźnienia w przebudowie skoczni), zawody zaplanowane na 16 marca 2023 w Trondheim zostały przeniesione do Lillehammer.

## Skocznie
W tabeli podano rekordy skoczni obowiązujące przed rozpoczęciem Raw Air 2023.
| Zdjęcie | Nazwa skoczni    | Miejscowość | K     | HS    | Rekord skoczni | Rekord skoczni                    | Rekord skoczni        |
| Zdjęcie | Nazwa skoczni    | Miejscowość | K     | HS    | Odległość      | Rekordzista                       | Data                  |
| ------- | ---------------- | ----------- | ----- | ----- | -------------- | --------------------------------- | --------------------- |
|         | Holmenkollbakken | Oslo        | K-120 | HS134 | 144,0 m        | Robert Johansson                  | 09.03.2019            |
|         | Lysgårdsbakken   | Lillehammer | K-123 | HS140 | 146,0 m        | Simon Ammann Markus Eisenbichler* | 05.12.2009 16.03.2023 |
|         | Vikersundbakken  | Vikersund   | K-200 | HS240 | 253,5 m        | Stefan Kraft                      | 18.03.2017            |

- Rekord wyrównany podczas tegorocznego Raw Air

## Zasady
Każdy z konkursów indywidualnych w ramach Raw Air został poprzedzony prologiem, rozgrywanym na zasadach analogicznych do serii kwalifikacyjnych w ramach Pucharu Świata (lub Pucharu Świata w lotach w przypadku skoczni w Vikersund). Noty uzyskane w prologach będą wliczane do klasyfikacji łącznej Raw Air.
Zawody indywidualne i drużynowe zostaną przeprowadzane na takich samych zasadach, jak pozostałe konkursy w ramach Pucharu Świata. Podobnie jak w przypadku prologów, punkty zdobyte w poszczególnych seriach konkursowych będą zaliczane na poczet dorobku poszczególnych zawodników w klasyfikacji końcowej Raw Air. Ponadto – w przeciwieństwie do serii kwalifikacyjnych – za każdy z konkursów będą przyznawane także punkty do klasyfikacji generalnej Pucharu Świata (zawody indywidualne), Pucharu Świata w lotach i Pucharu Narodów (zawody indywidualne i drużynowe).
Skoki oceniano w taki sam sposób, jak podczas pozostałych zawodów Pucharu Świata. Za osiągnięcie odległości równej punktowi konstrukcyjnemu zawodnik otrzymywał 60 punktów na skoczni dużej i 120 punktów na obiekcie do lotów; za każdy metr powyżej tej granicy uzyskiwał dodatkowo 1,8 punktu na skoczni dużej i 1,2 punktu na obiekcie mamucim, zaś za każdy metr poniżej odejmowano mu analogiczną liczbę punktów. Styl skoku i lądowania podlegał ocenie przez pięciu sędziów wybranych przez FIS, którzy mogli przyznawać maksymalnie po 20 punktów. Dwóch skrajnych not (najwyższej i najniższej) nie wliczano do noty łącznej zawodnika. Ponadto wpływ na ocenę końcową skoczka miał przelicznik za prędkość i kierunek wiatru oraz ewentualna zmiana długości najazdu. Jeżeli zawodnik skakał z niższej belki startowej, to otrzymywał dodatkowe punkty, jeżeli skakał z wyższej – odejmowano mu punkty. Dodatkowo jeżeli wiatr wiał z przodu skoczni, zawodnik tracił punkty, gdyż dzięki temu zyskiwał lepsze noszenie na nartach, zaś jeżeli wiatr wiał z tyłu skoczni, skoczkowi przysługiwała odpowiednia bonifikata.
| Miejscowość | Współczynnik belki | Współczynnik wiatru przedniego | Współczynnik wiatru tylnego |
| ----------- | ------------------ | ------------------------------ | --------------------------- |
| Oslo        | ±7,13 pkt / m      | –9,90 pkt / m/s                | +11,99 pkt / m/s            |
| Lillehammer | ±7,56 pkt / m      | –9,90 pkt / m/s                | +11,99 pkt / m/s            |
| Vikersund   | ±8,64 pkt / m      | –14,40 pkt / m/s               | +17,28 pkt / m/s            |

## Podsumowanie
| Lp.                                 | Data                                | Miejscowość                         | HS                                  | Uwagi                               | 1. miejsce            | 2. miejsce                             | 3. miejsce            | Lider po konkursie (prologu) |
| ----------------------------------- | ----------------------------------- | ----------------------------------- | ----------------------------------- | ----------------------------------- | --------------------- | -------------------------------------- | --------------------- | ---------------------------- |
| 1.                                  | 10 marca 2023                       | Oslo                                | HS134                               | prolog                              | Dawid Kubacki         | Timi Zajc                              | Stefan Kraft          | Dawid Kubacki                |
| 2.                                  | 11 marca 2023                       | Oslo                                | HS134                               |                                     | Anže Lanišek          | Stefan Kraft                           | Karl Geiger           | Anže Lanišek                 |
| 3.                                  | 12 marca 2023                       | Oslo                                | HS134                               | prolog                              | Halvor Egner Granerud | Timi Zajc                              | Stefan Kraft          | Stefan Kraft                 |
| 4.                                  | 12 marca 2023                       | Oslo                                | HS134                               | nocny                               | Stefan Kraft          | Anže Lanišek                           | Dawid Kubacki         | Stefan Kraft                 |
| 5.                                  | 13 marca 2023                       | Lillehammer                         | HS140                               | prolog                              | Halvor Egner Granerud | Johann André Forfang                   | Ryōyū Kobayashi       | Halvor Egner Granerud        |
| 6.                                  | 14 marca 2023                       | Lillehammer                         | HS140                               | nocny                               | Halvor Egner Granerud | Stefan Kraft                           | Manuel Fettner        | Halvor Egner Granerud        |
| 7.                                  | 15 marca 2023                       | Lillehammer                         | HS140                               | prolog                              | Anže Lanišek          | Halvor Egner Granerud                  | Timi Zajc             | Halvor Egner Granerud        |
| 8.                                  | 16 marca 2023                       | Lillehammer                         | HS140                               | nocny                               | Dawid Kubacki         | Anže Lanišek                           | Daniel Tschofenig     | Halvor Egner Granerud        |
| 9.                                  | 17 marca 2023                       | Vikersund                           | HS240                               | prolog, loty                        | Stefan Kraft          | Michael Hayböck                        | Halvor Egner Granerud | Halvor Egner Granerud        |
| 10.                                 | 18 marca 2023                       | Vikersund                           | HS240                               | loty, nocny                         | Halvor Egner Granerud | Stefan Kraft                           | Daniel Tschofenig     | Halvor Egner Granerud        |
| 11.                                 | 19 marca 2023                       | Vikersund                           | HS240                               | prolog, loty                        | Stefan Kraft          | Halvor Egner Granerud Robert Johansson | -                     | Halvor Egner Granerud        |
| 12.                                 | 19 marca 2023                       | Vikersund                           | HS240                               | loty, nocny                         | Stefan Kraft          | Halvor Egner Granerud                  | Anže Lanišek          | Halvor Egner Granerud        |
| Raw Air 2023 – klasyfikacja końcowa | Raw Air 2023 – klasyfikacja końcowa | Raw Air 2023 – klasyfikacja końcowa | Raw Air 2023 – klasyfikacja końcowa | Raw Air 2023 – klasyfikacja końcowa | Halvor Egner Granerud | Stefan Kraft                           | Anže Lanišek          | –                            |

## Klasyfikacja końcowa Raw Air
| Miejsce | Zawodnik              | Występy | Punkty |
| ------- | --------------------- | ------- | ------ |
| 1.      | Halvor Egner Granerud | 12      | 2932,0 |
| 2.      | Stefan Kraft          | 12      | 2913,8 |
| 3.      | Anže Lanišek          | 12      | 2784,4 |
| 4.      | Ryōyū Kobayashi       | 12      | 2724,4 |
| 5.      | Daniel Tschofenig     | 12      | 2721,2 |
| 6.      | Timi Zajc             | 12      | 2679,7 |
| 7.      | Michael Hayboeck      | 12      | 2658,2 |
| 8.      | Kamil Stoch           | 12      | 2627,5 |
| 9.      | Manuel Fettner        | 12      | 2593,3 |
| 10.     | Daniel Andre Tande    | 12      | 2571,9 |
| 11.     | Johann André Forfang  | 12      | 2548,8 |
| 12.     | Gregor Deschwanden    | 12      | 2542,2 |
| 13.     | Jan Hörl              | 12      | 2485.5 |
| 14.     | Karl Geiger           | 12      | 2427,5 |
| 15.     | Markus Eisenbichler   | 12      | 2411,3 |
| 16.     | Piotr Żyła            | 12      | 2407,3 |
| 17.     | Žiga Jelar            | 12      | 2340,1 |
| 18.     | Domen Prevc           | 12      | 2249,8 |
| 19.     | Niko Kytösaho         | 12      | 2203,4 |
| 20.     | Robert Johansson      | 11      | 2202,2 |
| ...     |                       |         |        |